# Carlos Garaycochea
Carlos Garaycochea (Casbas, 1 de junio de 1928-Buenos Aires, 10 de septiembre de 2018) fue un humorista gráfico, escritor, guionista, maestro y artista plástico argentino.

## Biografía
Garaycochea había nacido en Casbas, una localidad bonaerense que pertenece al partido de Guaminí, el 1 de junio de 1928. Allí vivió hasta los dos años, cuando se mudó con su familia a Buenos Aires.
Tras cursar un año en el Colegio Nacional, se inscribió en la Escuela Nacional de Bellas Artes. Garaycochea egresó de la Escuela Nacional de Bellas Artes en 1949. Su especialización es el dibujo humorístico que publicó en numerosas revistas como El Gráfico, Atlántida, Billiken, Pinap, TV Guía, Gente, El Expreso Imaginario, Patoruzú, Humor, Eróticon, Caras y Caretas, Satiricón, Somos y diarios como Crítica, Clarín, La Nación, Crónica, El Cronista Comercial, Tiempo Argentino, Página/12 y Perfil.
Sus personajes de tiras cómicas más conocidos fueron Don Gregorio y Catalina —publicado en el diario La Nación—.
Editó libros como Dónde vamos a parar; Los deportistas son una risa; Don Gregorio; Catalina o Cómo parecer culto. Presidió durante seis años la Asociación de Dibujantes Argentinos y tuvo su propia escuela de dibujo.
Además tuvo una faceta de pintor abstracto, con muestras cómo Los dos Garaycochea que se exhibió en el Palais de Glace y otros lugares.

## Obra
Allá por el año 1982 fundó su propia escuela de dibujo, donde se dictaban cursos de diferentes ramas del dibujo. De allí surgirian reconocidos dibujantes como Nik, Claudio Kappel, Rodolfo Mutuverria (creador de Dibu) entre otros.
Garaycochea participó en numerosos programas de televisión como Humor Redondo; La Tuerca; Los hijos de López; Humor privado; Sábado 9 o De 7 a 9. Participó en varios ciclos de radio como guionista e intérprete. Actuó en las películas Este loco amor loco; Sálvese quien pueda y Una historia de tango. Protagonizó obras de teatro, como Masters, en el 2000, junto a Mario Clavell y Juan Verdaguer.